# Deutsche Poolbillard-Meisterschaft 2021 (Ladies)
Die deutsche Poolbillard-Meisterschaft 2021 war ein Poolbillardturnier, das vom 29. Oktober bis 10. November 2021 im Rahmen der deutschen Billardmeisterschaft in der Wandelhalle im hessischen Bad Wildungen stattfand.
Ermittelt wurden die deutschen Meisterinnen in den Disziplinen 14/1 endlos, 8-Ball, 9-Ball und 10-Ball. Titelverteidigerinnen waren Manuela Barke (14/1 endlos), Susanne Wessel (8-Ball), Karin Michl (9-Ball) und Manuela Barke (10-Ball).

## Medaillengewinner
| Disziplin   | Gold                                | Silber                                 | Bronze 1                                  | Bronze 1                             |
| ----------- | ----------------------------------- | -------------------------------------- | ----------------------------------------- | ------------------------------------ |
| 14/1 endlos | Susanne Wessel (BV Pool 2000 Herne) | Martina Bund (1. PBF Porz-Eil)         | Sigrid Glatz (SC Dingolfing)              | Tamara Schmidt (BC Wiesbaden 2000)   |
| 8-Ball      | Birgit Heidorn (BSG Hannover)       | Karin Michl (BV Fortuna Straubing)     | Melanie Brüsseler (BC Colours Düsseldorf) | Monika Jarecki (BC Queue Hamburg)    |
| 9-Ball      | Birgit Heidorn (BSG Hannover)       | Ivonne Barkhofen (Joker Kamp-Lintfort) | Manuela Barke (BC Schalke Gelsenkirchen)  | Alexandra Orak (BC 73 Pfeffenhausen) |
| 10-Ball     | Birgit Heidorn (BSG Hannover)       | Petra Braun (BC Sindelfingen)          | Susanne Wessel (BV Pool 2000 Herne)       | Sabine Hort (BV Pforzheim)           |